# 49987 Bonata
49987 Bonata este un asteroid din centura principală de asteroizi.

## Descriere
49987 Bonata este un asteroid din centura principală de asteroizi. A fost descoperit pe 3 ianuarie 2000 la San Marcello Pistoiese de Luciano Tesi și Giuseppe Forti. Asteroidul prezintă o orbită caracterizată de o semiaxă mare de 2,66 ua, o excentricitate de 0,12 și o înclinație de 13,9° în raport cu ecliptica.